# Heinrich Löffler (Politiker, 1890)
Heinrich Löffler (* 19. April 1890 in Freiburg im Breisgau; † 10. Juli 1966 in Hameln) war ein deutscher Politiker (SPD) und Mitglied des Niedersächsischen Landtages.
Heinrich Löffler absolvierte eine Handwerkslehre als Buchdrucker. Er war Kriegsteilnehmer des Ersten Weltkrieges in den Jahren 1914 bis 1918. Nach Ende des Krieges kehrte er in seinen Beruf zurück. Ab dem Jahr 1926 wirkte er als Geschäftsführer sozialdemokratischer Parteizeitungen. Im Buchdruckerverband übernahm er die Position eines Bezirksvorsitzenden, er war Mitglied der Gewerkschaft und SPD-Mitglied. Im Jahr 1933 wurde er zunächst verhaftet, dann jedoch wieder aus der Haft entlassen. Nach Ende des Zweiten Weltkrieges gründete er die Gewerkschaft in Hameln. Er wurde Ratsherr der Stadt Hameln. Vom 20. April 1947 bis 5. Mai 1959 war er Mitglied des Niedersächsischen Landtages (1. bis 3. Wahlperiode).